# Fatalità (film 1991)
Fatalità è un film italiano del 1991 diretto da Ninì Grassia. 

## Trama
Nino Santoro, giovane rappresentante di calzature, è felicemente sposato con Anna, finché conosce Barbara Chierici, figlia di un noto industriale, iniziando una relazione extra-coniugale. La donna lo coinvolge in una truffa organizzata da lei ai danni della ditta per cui lui lavora; Nino, così, abbandona la moglie e fugge a Roma con Barbara. Dopo sette anni, di cui quattro trascorsi in prigione per truffa, Nino torna a Napoli facendosi dare un passaggio da Gino Ramaglia, un cantante che si arrangia facendo mille mestieri.  Diventati subito amici; Gino decide di aiutare l'amico ospitandolo a casa sua e trovandogli lavoro come cameriere. Un giorno Nino sventa uno scippo ai danni di Aristide Iannotti, noto ingegnere proprietario di un cantiere navale, il quale, per sdebitarsi, gli propone di assumerlo come maggiordomo a casa sua; alla fine accetta coinvolgendo anche Gino.
Aristide ha una figlia di nome Antonella, che ha una simpatia per Nino, ma al ritorno della madre della bimba da un viaggio, Nino scopre che costei altro non è che la sua ex moglie Anna, abbandonata quand'ella era incinta di Antonella. Infatti, la donna aveva conosciuto Aristide e l'aveva sposato quando ne aveva assistito la madre come infermiera. A causa poi dell'odio implacabile verso Nino, Anna non esita a rivelargli la verità sulla bambina. Antonella intanto invita Nino a partecipare alla sua prima comunione: questi all'inizio accetta ma, dopo avere rivelato tutto ad Aristide, decide di partire per Milano, rinunciando all'invito della figlia, che però riesce comunque a raggiungerlo alla stazione per salutarlo prima della partenza.

## Cast
Quarto e ultimo film di Nino D'Angelo,  girato da Ninì Grassia, vede nel cast anche Francesco Paolantoni, Nina Soldano, Gabriele Villa e la piccola Maridea Santovito, una delle due bambine impegnate nei film di Grassia.

## Produzione
Il film è stato prodotto dalla P.A.G. Film International e girato tra Napoli, Ravello, Amalfi e Vietri sul Mare.

## Colonna sonora
Nel film sono presenti le seguenti canzoni:
- Nun te pozzo perdere (N. D'Angelo, A. Annona R.Scotto)
- Mente-cuore (B. Lanza, A. Annona, N. D'Angelo)
- Chi ce stà (N. D'Angelo, G. D'Alessio)

## Curiosità
- Nino D'Angelo, a differenza di altri film, non recita con la propria voce ma è doppiato da una voce non napoletana.